# McLaren MP4-26
Chronologie des modèles (2011)
McLaren MP4-25 McLaren MP4-27
La McLaren MP4-26 est la monoplace de Formule 1 engagée par l’équipe Vodafone McLaren Mercedes dans le cadre du championnat du monde de Formule 1 2011. Présentée le 4 février 2011 sur la Potsdamer Platz à Berlin, près du centre Vodafone, elle débute en championnat le 27 mars 2011 au Grand Prix d’Australie, pilotée par les Anglais Lewis Hamilton et Jenson Button.
Outre l’utilisation d’un SREC et d’un aileron arrière ajustable, principaux changement dans le règlement 2011 du championnat, la MP4-26 se distingue par des pontons de forme inhabituelle en L, destinés selon McLaren, à guider plus efficacement le flux d’air vers l’arrière de la monoplace, et par un museau nettement allongé par rapport à la MP4-25. La motorisation de la MP4-26 est pour sa part assurée par la dernière génération du moteur V8 atmosphérique Mercedes-Benz, le FO 108Y.

## Design
Le règlement du championnat de Formule 1 2011 interdisant le double diffuseur mais également l’aileron soufflé, l’une des innovations introduites la saison précédente par la McLaren MP4-25 grâce au système F-Duct, la MP4-26 est privée d’environ 15 % d’appui aérodynamique. Pour compenser cette perte, le directeur technique Paddy Lowe a opté pour des pontons très éloignés du centre de la monoplace, de forme inhabituelle en L ; ce type de pontons avait déjà été aperçu sur la Benetton B195 en 1995 et sur la Ferrari F310 en 1996. L’intérêt de ces pontons est de canaliser un flux d’air « propre » provenant de l’avant de la monoplace vers l’aileron arrière,, pour accroître son efficacité. En revanche, la partie verticale du « L », destinée à alimenter les radiateurs, absorbe le flux d’air turbulent issue des roues avant, ce qui dégrade l’efficacité du refroidissement moteur.

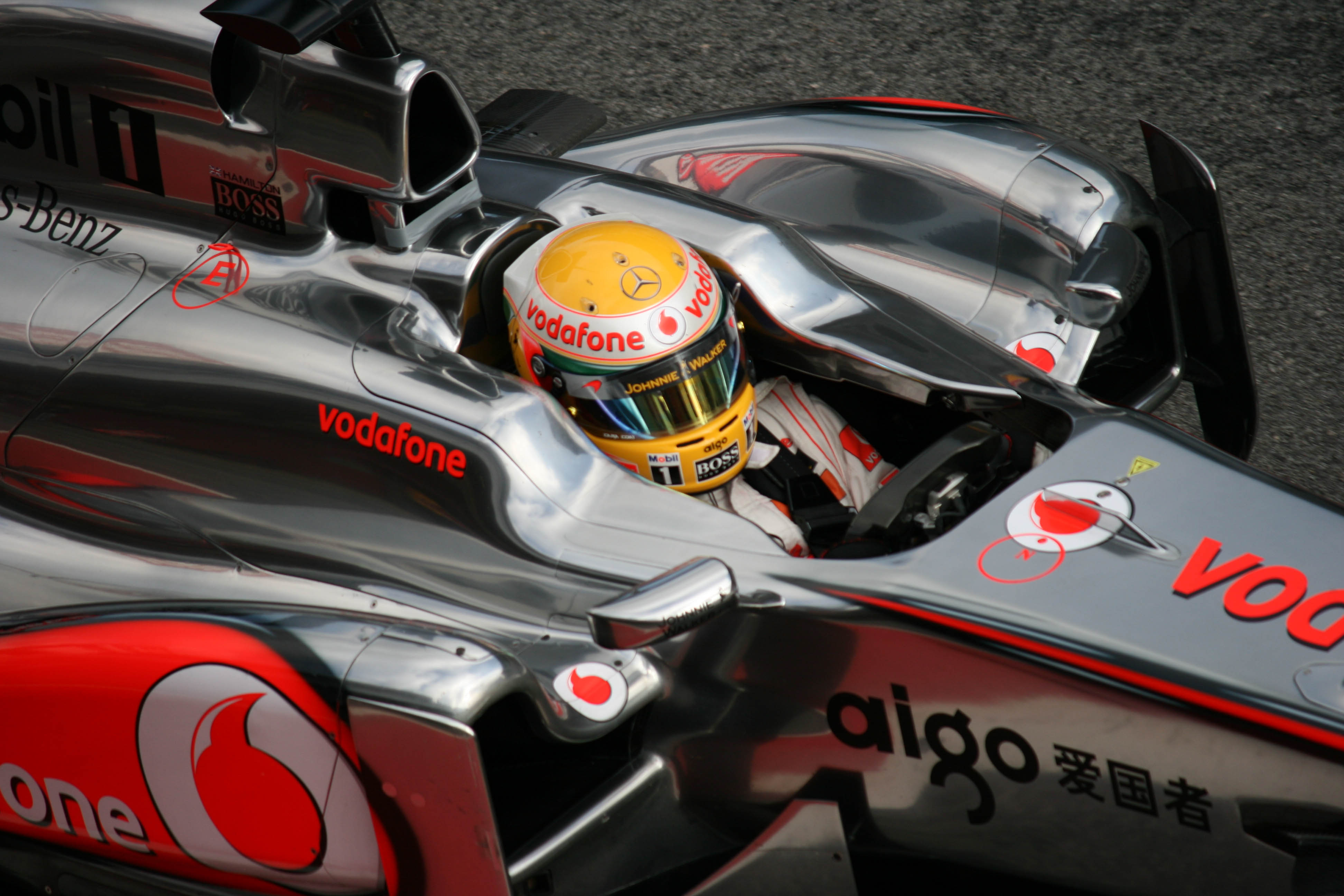
La MP4-26 se distingue par des pontons de forme inhabituelle en L.
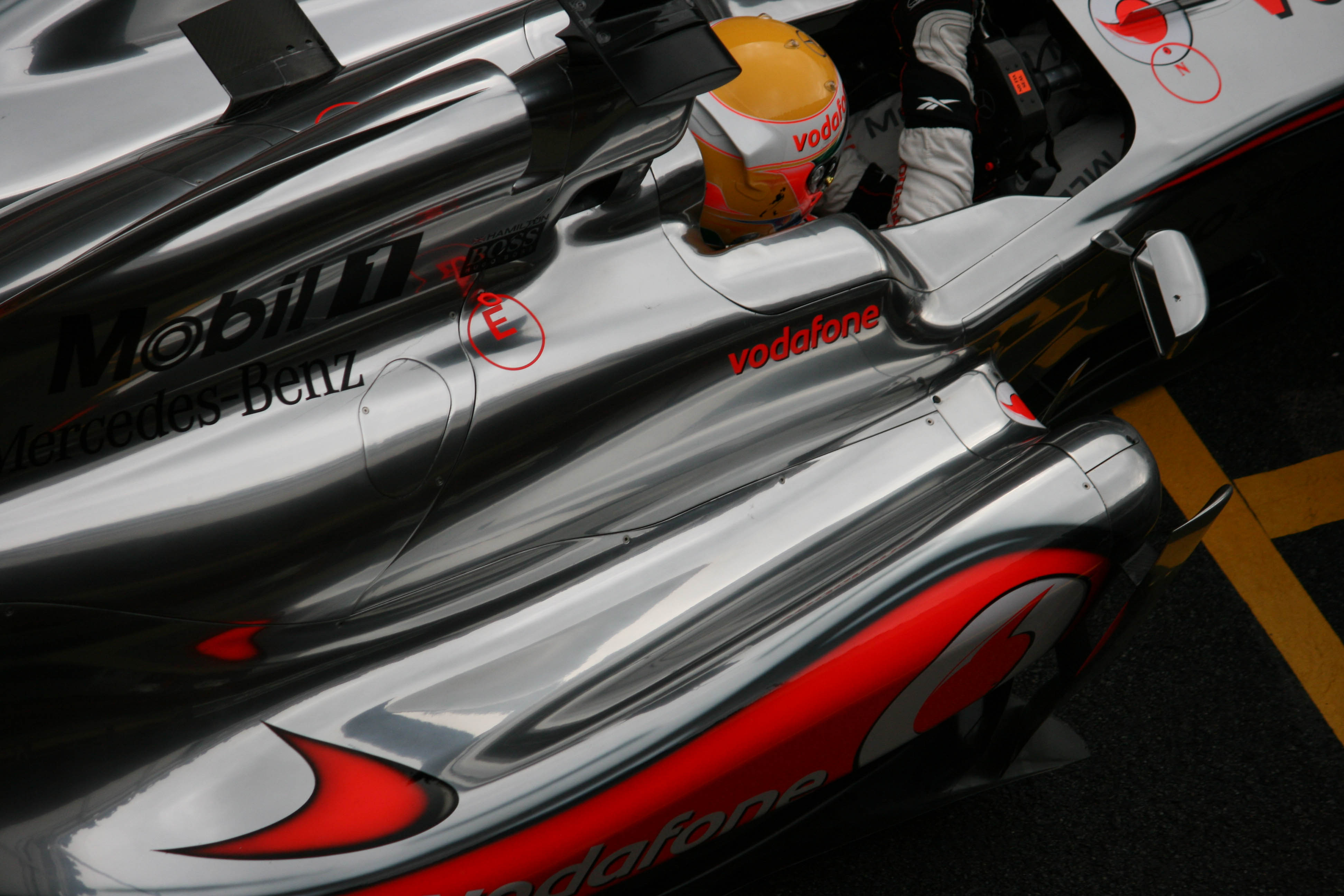
Le flux d’air est guidé vers l’arrière entre les pontons et la partie centrale.

Comme en 2009 sur la MP4-24, McLaren dote à nouveau sa monoplace d’un système de récupération de l’énergie cinétique (SREC) permettant d’obtenir, à la demande du pilote via un bouton sur le volant et sur un court laps de temps, un gain en puissance de l’ordre de 80 chevaux. Ce système, qui utilise des batteries, est intégré dans la coque, sous le réservoir, alors que la MP4-24 l’avait intégré dans les pontons. La prise d’air, située en retrait de la boîte à air, permet de refroidir le système, ainsi que la boîte de vitesses et l’hydraulique.

## Résultats en championnat du monde de Formule 1
| Saison | Écurie                    | Moteur              | Pneus   | Pilotes        | Courses | Courses | Courses | Courses | Courses | Courses | Courses | Courses | Courses | Courses | Courses | Courses | Courses | Courses | Courses | Courses | Courses | Courses | Courses | Points inscrits | Classement |
| Saison | Écurie                    | Moteur              | Pneus   | Pilotes        | 1       | 2       | 3       | 4       | 5       | 6       | 7       | 8       | 9       | 10      | 11      | 12      | 13      | 14      | 15      | 16      | 17      | 18      | 19      | Points inscrits | Classement |
| ------ | ------------------------- | ------------------- | ------- | -------------- | ------- | ------- | ------- | ------- | ------- | ------- | ------- | ------- | ------- | ------- | ------- | ------- | ------- | ------- | ------- | ------- | ------- | ------- | ------- | --------------- | ---------- |
| 2011   | Vodafone McLaren Mercedes | Mercedes V8 FO 108Y | Pirelli |                | AUS     | MAL     | CHI     | TUR     | ESP     | MON     | CAN     | EUR     | GBR     | ALL     | HON     | BEL     | ITA     | SIN     | JAP     | COR     | IND     | ABU     | BRÉ     | 497             | 2e         |
| 2011   | Vodafone McLaren Mercedes | Mercedes V8 FO 108Y | Pirelli | Lewis Hamilton | 2e      | 8e      | 1er     | 4e      | 2e      | 6e      | Abd     | 4e      | 4e      | 1er     | 4e      | Abd     | 4e      | 5e      | 5e      | 2e      | 7e      | 1er     | Abd     | 497             | 2e         |
| 2011   | Vodafone McLaren Mercedes | Mercedes V8 FO 108Y | Pirelli | Jenson Button  | 6e      | 2e      | 4e      | 6e      | 3e      | 3e      | 1er     | 6e      | Abd     | Abd     | 1er     | 3e      | 2e      | 2e      | 1er     | 4e      | 2e      | 3e      | 3e      | 497             | 2e         |

Légende : ici